# Jeroen van Merwijk
Jeroen van Merwijk (Bilthoven, 11 juli 1955 – Sainte-Juliette, 3 maart 2021) was een Nederlands cabaretier, kunstschilder en tekst- en liedschrijver. 

## Biografie
Van Merwijk kwam uit een gezin van vijf kinderen. Jeroen werd in 1955 geboren als een van een tweeling. Jeroen en zijn twee-eiige tweelingbroer Vincent, later werkzaam als radiomaker en journalist, zijn de oudste kinderen van het gezin. Er volgden broer Cuno, zus Anne-Marie en als laatste broer Lucas.
Toen Van Merwijk zes jaar was, verhuisde het gezin naar de Utrechtse wijk Kanaleneiland, naar de Adenauerlaan 30. Na een studie Nederlands in Amsterdam en Utrecht, waar hij na zijn kandidaats mee stopte, studeerde Van Merwijk aan de Koninklijke Academie van Beeldende Kunsten in Den Haag, bij de sectie schilderkunst. Hier studeerde hij in 1983 cum laude af. Vanaf 1978 werkte Van Merwijk voor de radio onder andere mee aan programma's als Rauhfaser, Krachtvoer en Spijkers met koppen.

### De jaren ’80
In 1985 richtte hij samen met Cees Rutgers de cabaretgroep Meester Cornelis op. Na het eerste programma De Gymnasiast (1986) hield Rutgers ermee op. In 1987 stond Van Merwijk voor het eerst solo op het podium met Van ouwehoer tot troubadour.
In 1988 deed Van Merwijk mee aan het Amsterdams Kleinkunst Festival, met het lied Apartheid es ien skone zaak. Hij eindigde naar eigen zeggen rond de 81ste plaats. Hij verkocht het nummer aan Karin Bloemen, waarna Willem Ennes er een swingend Zuid-Afrikaans arrangement onder zette. Onder haar nieuwe titel Zuid-Afrika werd het een groot succes; ze trad er onder andere mee op voor Nelson Mandela. Van Merwijks naam als tekstschrijver was hiermee gemaakt.

### De jaren ’90
Tussen 1992 en 1995 werkte Van Merwijk mee aan het cabaret van het VARA-radioprogramma Spijkers met Koppen, waarvoor hij onder andere het liedje "Bedankt voor die Bloemen" schreef. In 1993 verzorgde hij de gezongen column Wat een Week bij het VARA-televisieprogramma Zappelin.
In 1994 zegde Van Merwijk het theater vaarwel met het programma Van Merwijk legt het nog één keer uit. Het was een zeer cynisch programma met nummers als "Alle mannen moeten dood", dat een flink aantal bezoekers de zaal deed verlaten. Hij keerde echter in 1996 terug met Het Podiumbeest is terug.
Tussen 1995 en 1997 maakte Van Merwijk samen met Bavo Galama het 'mild satirische' KRO-radioprogramma Radio Magnolia. In 1999 brak Van Merwijk met Galama door naar de grotere zalen met het programma De omgekeerde wereld.

### De jaren ’00
Tussen 2001 en 2003 maakte Van Merwijk twee series van Mannen voor Vrouwen bij de RVU samen met Erik van Muiswinkel, Justus van Oel, Bert Klunder, Joep van Deudekom, Diederik van Vleuten, Beau van Erven Dorens en Hans Dorrestijn. In dit programma proberen deze mannen aan een publiek vol vrouwen duidelijk te maken hoe de man in elkaar steekt. Van Merwijk redigeerde het cursusboek Mannen voor Vrouwen. Hierop volgde de serie Beter van Niet bij de RVU tussen 2003 en 2005. In deze serie probeerde Erik van Muiswinkel als God de Vader aan de mensen uit te leggen wat de originele bedoeling van de schepping was. Eerst schreef Van Merwijk alleen teksten en zat hij in het publiek, maar in het tweede seizoen kreeg hij een sprekende rol: Van Merwijk kroop in de rol van de Heilige Geest, Gods sidekick.
Vanaf 2004 tot medio 2005 was Van Merwijk vaste columnist in het Utrechts Nieuwsblad. De eerste columns zijn in 2005 gebundeld in het boekje Dit lees je Nooit. In 2005 richtte Van Merwijk met een aantal anderen de aspirant-omroep NEE (Nieuw Elitair Elan) op, dat hoogstaande programma's moest gaan maken. Het project heeft door gebrek aan kwaliteitsbijdragen van de leden en het overlijden van voorzitter Wim Beijderwellen geen definitieve vorm gekregen.
Van Merwijk ontving in 2006 de Annie M.G. Schmidtprijs voor het grimmige lied Dat vinden jongens leuk, dat stelt dat misdragingen onder soldaten voortkomen uit kattenkwaad op jonge leeftijd: 
"Een brandwond op een lichaam maken / met een uitgedrukte sigarettenpeuk / en met een mes je eigen naam in vrouwenruggen kerven / of een zelfverzonnen spreuk / ja, dat vinden jongens leuk."
Van Merwijk schreef een van de inzendingen voor het televisieprogramma Het nieuwe volkslied. Het programma, waarin kijkers een nieuw Nederlands volkslied mochten kiezen, werd uitgezonden door de VPRO in oktober 2007. Het door Van Merwijk geschreven lied "Vervelië" werd gezongen door Paul de Munnik, en eindigde op de zesde plaats. "Vervelië" is gebaseerd op een gedachte van Gerard Reve. In zijn theaterprogramma Graag meneer Van Merwijk! zong Van Merwijk het lied zelf.
In februari 2008 schreef Van Merwijk het lied "Nie na China", een oproep aan sporters om de Olympische Spelen van 2008 in Peking te boycotten. Hij zong het lied samen met een groep cabaretiers.
In 2009 schreef hij het gehele libretto voor De Judas Passion van Egon Kracht. De Judas Passion ging in première in februari 2010. De lovende reacties prezen het libretto, de muziek en het spel van de beide hoofdrolspelers: "Een loflied op de liefde en de vriendschap".

### Vanaf 2010
In 2010 schreef Van Merwijk samen met o.a. Erik van Muiswinkel de oudejaarsconference Gedoog, Hoop & Liefde.
In april 2011 werd tijdens de gedenkdienst van Max van der Stoel in het Vredespaleis op diens verzoek "de mensenrechten zijn voor iedereen" ten gehore gebracht. Wouter Planteijdt componeerde de muziek voor dit nummer.
In 2012 schreef hij aan de Oudejaarsconference Het eerlijke verhaal voor de VARA.
Na zijn eerste “afscheidstournee” in 1994 kondigde Van Merwijk in 2013 voor de tweede maal zijn afscheid van de theaters aan; zijn voorstelling Er zijn nog kaarten, die hij in 2013-2014 in de Nederlandse theaters speelde, zou zijn laatste voorstelling worden. Ook deze keer bleek het geen definitief afscheid te zijn. Hoewel hij had aangegeven geen shows meer te geven, stond Van Merwijk in 2015-2016 samen met Harrie Jekkers in de Nederlandse theaters met de show Als we zo vrij mogen zijn. In 2018 ging Van Merwijk ook weer solo toeren met de theatervoorstelling Lucky.
In 2019 trad hij vanaf oktober op met een oudejaarsconference onder de titel Was volgend jaar maar vast voorbij. Tijdens deze voorstelling vertelde Van Merwijk het publiek dat hij lijdt aan de ziekte van Dupuytren, ook wel ‘koetsiershand’ genoemd, waarbij de vingers geleidelijk kromtrekken. Om minder last te hebben van zijn aandoening, begeleidde Van Merwijk zichzelf tijdens deze voorstelling behalve op gitaar ook een aantal nummers op een autoharp.

### Ziekte en overlijden
In februari 2020 maakte Van Merwijk via Instagram bekend dat hij uitgezaaide darmkanker had. Omdat de behandeling van deze ziekte aanvankelijk goed aansloeg, maakte Van Merwijk plannen om nog een laatste theatertournee te doen, wederom in de vorm van een oudejaarsconference, met als titel Zullen we dit jaar gewoon een keertje overdoen?. In september 2020 maakte hij echter bekend dat de plannen voor deze voorstelling moesten worden gestaakt, omdat hij kampte met een terugval. De in 2014 afgeschafte Edison Oeuvreprijs voor Kleinkunst werd bij hoge uitzondering in 2020 aan hem toegekend. Een groot aantal artiesten bracht hem eind 2020 een eerbetoon door het uitbrengen van een cd met liedjes van zijn hand. Samen zongen zij zijn lied Ik geloof, waarvan een videoclip verscheen. Op 3 maart 2021 overleed hij in zijn woonplaats Sainte-Juliette.

## Werk

### Thematiek
Van Merwijks werk bestaat voornamelijk uit satirische liedjes. De liedjes worden gekenmerkt door Van Merwijks cynische humor en zijn taalgevoel, zijn betrokkenheid en originaliteit. Deze zijn grofweg in te delen in drie soorten nummers: absurdistische liedjes, ironische liedjes, en gevoelige liedjes.
Absurdistisch zijn liedjes als "Roltraplied" uit Een AVRO-lid is ook een mens, met als tekst onder meer: 
"Och was ik maar in een roltrap geboren / Nu eens een matje / Dan weer een tree / Echt het gevoel ergens bij te horen / Egalité en fraternité"
Dit zijn vaak heel vrolijke, onschuldige liedjes, vol verwondering over de wereld. Het programma Geef mij mijn sperma terug is bijna geheel aan dit soort liedjes gewijd. Het programma Een AVRO-lid is ook een mens zit ook vol met dit soort liedjes. Van Merwijk noemt dit programma, zoals al zijn programma's, "een ode aan het leven".
Ironische liedjes zijn liedjes als "Weg met de Natuur" uit Geef mij mijn sperma terug met als teksten onder meer:
"Weg met de natuur / Weg met de bossen, bomen, struiken / Zeekomkommers, alikruiken / Weg met de natuur / Als kiespijn kan ik kikkers missen / Ik heb schijt aan paling / De wal om met bedreigde vissen / Maling aan de ooievaarsgeboortedaling"
Dit zijn vaak vrolijke klinkende liedjes, waarmee Van Merwijk ironisch de ondergang van de maatschappij, de natuur of de mensheid bezingt.
Gevoelige liedjes zijn liedjes als "Het wachten", "Ik kan je dromen", "Mooie woorden dromen", "Hekken om mijn hart" en vele andere. In "Nog altijd ben je dood" staat onder meer de tekst:
"Nog altijd ben je dood / Nog altijd is er sinds jij dood bent nooit iets leuks op de TV / Nog steeds is elk bloot te bloot / Een rondvaartboot te rondvaartboot / En ben jij dood voor twee."

### Theater
Van Merwijk heeft de volgende theaterprogramma's gespeeld:
- De Gymnasiast (1986; met Cees Rutgers)
- Van ouwehoer tot troubadour (1987)
- Geef mij mijn sperma terug (1989)
- Een AVRO-lid is ook een mens (1992)
- Van Merwijk legt het nog één keer uit (1994)
- Het podiumbeest is terug (1996)
- Van Merwijk werkt (1998)
- Twee artiest voor één geld (1998; met Harrie Jekkers)
- De omgekeerde wereld (1999; met Bavo Galama)
- Uw betrouwbare partner in cabaret (2001)
- West Side Story (2003; verteller)
- Ik ben blij dat ik mezelf niet ben (2003)
- Dat kunnen alleen de hele groten (2005)
- Graag meneer Van Merwijk! (2007)
- Dat moet meneer Van Merwijk nodig zeggen! (2009)
- Le big bazar (2010, met Wouter Planteijdt en René van Barneveld)
- De vleesgeworden bescheidenheid (2011-2012)
- Er zijn nog kaarten (2013-2014)
- Als we zo vrij mogen zijn (2015-2016; met Harrie Jekkers)
- Lucky (2018)
- Was volgend jaar maar vast voorbij (2019)

### Cd's
Van Merwijk heeft de volgende cd's uitgebracht:
- Live from the Papenstraat-theater (registratie van Geef mij mijn sperma terug, 1992)
- Van Merwijk goes the Blauwe Zaal (registratie van Een AVRO-lid is ook een mens, 1994)
- Van Merwijk legt het nog één keer uit (registratie van gelijknamig programma; 1996)
- Zelfportret met elektrische gitaar (registratie van Het podiumbeest is terug, 1998)
- Ik ben een vrouw (liedjes uit Uw betrouwbare partner in cabaret, 2002)
- Even iemand doodslaan (liedjes uit Ik ben blij dat ik mezelf niet ben, 2004)
- Dat kunnen alleen de héle groten (liederen uit het gelijknamige cabaretprogramma, 2005 - 2007)
- Vrij (rock-cd met eerder verschenen theaterliedjes, begeleid door de rockband Sjako!, 2007)
- Van Merwijks viervuldigheid (verzamelbox, 2 cd's Laarsbenen, 1 cd met liederen uit het theaterprogramma Dat moet meneer Van Merwijk nodig zeggen! en 1 dvd met het theaterprogramma Graag meneer Van Merwijk!, 2010)
- Er zijn nog kaarten (liederen uit het gelijknamige cabaretprogramma, 2013-2014)
- LUCKY (liederen uit het gelijknamige cabaretprogramma, 2018-2019)

### Boeken
Van Merwijk heeft de volgende boeken uitgebracht:
- Knap stom. Over nitwits & allesweters (1991)
- Zelf kinderen nemen: een basiscursus voor beginners (1995)
- Wat zijn de vrouwen groot (1999; liedteksten)
- Mannen voor Vrouwen (2003; naar aanleiding van het televisieprogramma Mannen voor Vrouwen)
- Dit lees je nooit (2005; gebundelde columns uit het Utrechts Nieuwsblad)
- Ik ben een vrouw (2009; liedteksten)
- Mijnheer Van Merwijk's laatste woord over kunst & cultuur, daarna kan iedereen weer gaan twitteren (2011)
- Bestemming Paradijs, Linkse columns voor de Telegraaf (2012)
- De grootste denker van Nederland over het mooiste land ter wereld (2016)
- Kanker voor beginners (2020)

### Televisie
Van Merwijk heeft aan de volgende televisieprogramma's mee gewerkt:
- De familie Bakkus (1990; mede-scenarist)
- Zapp (1993; VARA; gezongen column Wat een Week)
- Ik zie een ster (1996; gastrol Peter Maat)
- Aardige mensen (1997-1998; KRO)
- Mannen voor Vrouwen (2001-2003; RVU; geestelijk vader van het idee en presentatie)
- Beter van niet (2003-2005; RVU; tekstschrijver en als rol H. de Geest in de tweede serie; met Erik van Muiswinkel)
- Van Zon op Zaterdag (2009, tekstschrijver)
- Gedoog, Hoop & Liefde (2010, tekstschrijver)
- Het Eerlijke Verhaal (2012, tekstschrijver)

### Radio
Van Merwijk heeft onder meer aan de volgende radioprogramma's meegewerkt: 
- Gort en watergruwel (KRO; medewerker)
- Rauhfaser (KRO; medewerker)
- Schoolradio (KRO; medewerker)
- Krachtvoer (KRO; medewerker)
- Nieuwsbox (KRO; medewerker)
- De Krijsende Tafel (KRO; medewerker)
- Ratel (KRO; medewerker)
- Het punt (1991; AVRO; verslaggever en presentator)
- Spijkers met koppen (1992-1995; VARA; cabaret)
- Radio Magnolia (1996-1997; KRO; als Yoris van Asperen; met Bavo Galama)
- Podium (1996-1998; NPS; presentator)

### Liedjesschrijver
Van Merwijk heeft de volgende liedjes voor anderen geschreven:
- Zuid-Afrika (vertolkt door Karin Bloemen)
- De Treinen (voor Harrie Jekkers)
- De Straatnaambordjesblues (geschreven met Harrie Jekkers)
- Partnerjacht (geschreven met Harrie Jekkers)
- Wat zijn de Vrouwen groot (voor Hans Dorrestijn)
- Ja, ja het is wat (voor Adèle Bloemendaal)
- Libretto van de Judas Passie (2010 voor Egon Kracht)

### Beeldende kunst
Verschillende keren zei hij te stoppen met theater, maar ging dan na een pauze toch weer verder. In die pauze schilderde hij, vaak in zijn tweede huis in Frankrijk.
Tot 2014 schilderde hij onder het pseudoniem Malfet schilderijen in zowel olie- als acrylverf, die hij in binnen- en buitenland geëxposeerd heeft. Onder deze naam heeft hij ook boekjes geïllustreerd, die hij als Jeroen van Merwijk schreef. In 2013 sprak hij een audiotour in voor het Kröller-Müller Museum voor de expositie 75 Topstukken.
Van Merwijk heeft in diverse theaters geëxposeerd en heeft onder meer de volgende tentoonstellingen gehad: 	
- Christenhonden (2002, olieverfschilderijen, in Pulchri Studio te Den Haag)
- Niet bestaande dieren (2003)
- Jeroen van Merwijk presenteert: De Groep Malfet (2007, in Pulchri Studio te Den Haag)
- De Groep Malfet, c'est moi (2009, Galerie Stevens, Maastricht)
- Pentekeningen en gemengde techniek (2014, Galerie Duine-Rhee, Giethoorn)
- Heden/Verleden (2014, Galerie Stevens, Maastricht)
- Waarden/Values (2015, Galerie Stevens, Maastricht)
- In mijn atelier (2017, KUUB, ruimte voor kunst en cultuur, Utrecht)

### Overig
Van Merwijk preekte ook in de kerk, Sermoen van Jeroen, een hartversterkende preek waarbij de ernst voorop stond.